# Škofja Loka
Škofja Loka er en by i det centrale Slovenien, med et indbyggertal på 11.797(2023) indbyggere. Byens historie daterer sig tilbage til det 10. århundrede.